# Isabel Bacardit
Maria Isabel Preñanosa Bacardit (Barcelona, España, 1960), también conocida con el nombre Maribel Bacardit, es una pintora de Cataluña, España.

## Biografía
Nació en 1960 en el barrio del Pueblo Nuevo de Barcelona. Inició su formación artística en la Escuela de Arte de Pueblo Nuevo con el profesor Miquel Simó y posteriormente en la Escola d’Arts Aplicades i Oficis Artístics (Llotja) de Barcelona.
Pintora abstracta en sus inicios, usó como soporte materiales encontrados en la calle: cartones, maderas, etc. Partiendo de imágenes urbanas, pintaba utilizando pigmentos mezclados con serrín y pasta de papel para lograr volúmenes y texturas. Basaba la composición en colores primarios.
En 1984 es seleccionada en la Quinta Bienal de Barcelona - Joven Pintura Contemporánea. En 1985 participa en la Primera Muestra de Arte Joven en Madrid y en la Primera Bienal de Producciones Culturales Juveniles de la Europa Mediterránea. En 1986 es seleccionada otra vez en la Segunda Muestra de Arte Joven en Madrid.
A raíz de la muerte inesperada de su compañero en 1984, el también pintor Xavier Vidal i Banchs, cambia la temática de su obra y se inspira en los cambios accidentales de la vida. Realiza una serie basada en Los desastres de la guerra de Goya y pinta a partir de fotografías de accidentes tomadas de los periódicos. Cambia de paleta utilizando tonos oscuros y colores tierra.
En 1986, debido a las obras de la Olimpiada de 1992, sus cuadros reflejan la transformación de Barcelona tomando como motivo máquinas y excavadoras. 
En 1987, ilustra el poema Helicón de Bruno Montané Krebs. Viaja a Berlín, donde reside durante un año. Utiliza como tema los signos de la guerra visibles en los edificios de la ciudad dividida por el muro. Expone en la galería Vendemmia con el título "Este es mi silencio".
En 1988 se traslada a Mallorca, donde entra en contacto con la obra teatral del autor polaco Tadeusz Kantor. Realiza la carpeta "El derecho de vivir en paz" con pinturas inspiradas en el teatro de la muerte de este autor.
1989 se instala en Santa Coloma de Farnés (Gerona). En plena naturaleza cambia radicalmente su temática. Su obra se inspira en el paisaje, la luz y el silencio. Deja atrás sus trabajos sobre la muerte densos de materia, dando paso a las aguadas y las transparencias.
En 1990 vive en Río de Janeiro donde colabora con organizaciones de ayuda a los niños de la calle, imparte clases y monta taller en la galería Maria Teresa Vieira. En Salvador de Bahía expone en la Universidad de Bellas Artes una serie de dibujos de temática erótica.
Llega a Chile en 1991. Expone en la galería Buchi de Santiago de Chile. Reside en Valparaíso. Colabora con diversos artistas chilenos: Edgard del Canto (pintor), Alma Martinoia (pintora), Ivo Vergara (pintor), Cristina Correa (pintor), Teresa Olivera (actriz), Hernan Varela (vitralista) y Víctor Barrientos Ormazábal (actor y director de teatro), con quienes funda la compañía de teatro "Teatro Sólo Para Locos".
Inicia sus series "Tierra, Mar, Agua y Fuego". Por encargo del Centro cultural Las Condes de Santiago de Chile, realiza con cartón piedra y pintura acrílica la obra escultórica de gran tamaño "Mujer pájaro", dedicada a la bailaora de flamenco Carmen Amaya. Crea, para la compañía Teatro del Silencio, los muñecos de tamaño natural de la obra "Taca taca mon amour" de Mauricio Celedón.
Regresa a Barcelona en 1994. Recupera el arte figurativo y abandona la abstracción. Destaca de este período:
- Instalación "Desde siempre, hasta cuando, desde siempre" para el "Encuentro de Artistas en la calle" de Granada
- Exposición en el centro cívico Can Felipa con el colectivo Arta de mujeres artistas con obras basadas en los temas del órgano femenino de reproducción y el nacimiento.
- Instalación "Zapatería Zapata"
- Acciones poético-musicales con Lucho Hermosilla, Steven Forster y Gaspar Lucas con el poema Altazor de Vicente Huidobro.

En 1996 viaja a México. Conoce a Ofelia Medina y contacta con las comunidades zapatistas de Chiapas, donde recibe una fuerte influencia de los elementos simbólicos y espirituales indígenas.
En 1997 vuelve Barcelona. Inicia la publicación de la revista Adiosas en colaboración con Primitiva Reverter, Judit Bacardit, Montserrat Baqués, Mercè Candó, Caty Fernández y Aina Reverter. Expone en el Espai 22a junto a otros artistas. 
En 1998 trabaja con la compañía holandesa de teatro itinerante "Azart Ship of Fools". Viaja y actúa en el barco de la compañía y realiza las máscaras y parte del vestuario de la obra La Peregrina al Fin del Mundo.
En 1999 se establece en Vilarnadal (Gerona), donde residirá durante seis años en un antiguo molino. Pinta y cultiva la tierra. Expone en 2002 en el centro de información del Parc dels Aiguamolls de Ampurdán y, junto con su hermana, la escultora Judit Bacardit, en la sala de exposiciones de Caixa Girona en Rosas. En 2003 vuelven a exponer en esta misma sala y participa en Suiza en el encuentro europeo de mujeres artistas In Via.
En 2004 realiza escenografías y decorados para el programa "The Ship of Fools" de la cadena de televisión local de Ámsterdam.
Desde 2005 reside en Barcelona.